# Deșertul Gurbantünggüt

Locaţia Deşertului Gurbantünggüt

Deșertul Gurbantünggüt ocupă o mare parte din bazinul Dzungarian în nordul provinciei Xinjiang, din nord-vestul Republicii Populare Chineze.

## Geografia
Deșertul Gurbantünggüt are aproximativ 50.000 de kilometri pătrați și este situat la 300 - 600 metri deasupra nivelului mării. Este al doilea deșert ca mărime al Chinei (și al provinciei Xinjiang) după deșertul Taklamakan, care se află în Bazinul Tarim.
O zonă izolată, aridă, și robustă, Deșertul Gurbantünggüt este separat de munții Tian-Șan din bazinul râului Ili, Depresiunea Turfan, și Bazinul Tarim din sudul provinciei  Xinjiang. Un lanț de orașe, dintre care cel mai mare este Ürümqi, se află într-o zonă liniară populată (traseul feroviar Lanxin) la sud de deșert, această zonă este irigată de apa care se scurge de la ghețarii din Tian-Șan.

### Transport
Autostrada "China National Highway 216" traversează deșertul în direcția nord-sud, de la orașul Altay la Ürümqi.

## Clima
Climatul zonei este temperat, dar foarte continental. Eco-mediul deșertului este foarte fragil, și impactul activităților umane asupra sa, inclusiv construirea unei autostrăzi trans-deșertice, a fost din ce în ce mai important.

## Istoria
Este deșertul care are cel mai îndepărtat punct de pe uscat față de oceanul planetar. Punctul precis este 46°16.8′N 86°40.2′E / 46.2800°N 86.6700°E. A fost atins la 27 iunie 1986 de către exploratorii britanici Nicholas Crane si Dr Richard Crane; locația, indiferent de motiv (eventual, un nume mongol) a fost descrisă ca deșertul Elisen Dzoosotoyn. Această poziție este la peste 2.600 kilometri de cea mai apropiată coastă.